# Эммануэль Бов
Эммануэ́ль Бов (фр. Emmanuel Bove, настоящее имя Эммануэ́ль (Эми́лий) Эммануи́лович Бобо́вников (фр. Emmanuel Bobovnikoff); 20 апреля 1898, Париж — 13 июля 1945, Париж) — французский писатель и художник. Входил в первый ряд французской литературы 1920—1930-х годов, был почти полностью забыт после Второй мировой войны и стал культовым писателем после «второго рождения» в 1970-х годах.

## Биография
Эмилий Бобовников родился 20 апреля 1898 года в Париже в семье российского эмигранта еврейского происхождения и уроженки Люксембурга. Будущая мать Бобовникова была горничной в гостинице, где остановился его отец. В 1902 году в семье родился второй сын — Леон. В 1906 году отец сошёлся с богатой англичанкой, дочерью британского консула в Шанхае, Эмили Овервег, которая родила от него дочь. Именно Эмили определила будущего писателя в 1905—1910 годах в Эльзасскую школу — лучшую частную школу Парижа и при переезде в Женеву забрала его с собой, отдав в Школу Кальвина. С началом Первой мировой войны Эмили отправила его в интернат в Англию, где он в 1915 году завершил среднее образование. Пока он отсутствовал в семье и континентальной Европе, его отец умер от туберкулёза, а семья Оттенсоер была почти полностью разорена войной.
В Париже, куда восемнадцатилетний Бобовников вернулся в 1916 году без средств к существованию, он работал на заводе Renault, посудомойщиком в марсельском ресторане, портье в Версале, перебивался другими случайными заработками. Одновременно учился в художественной студии Г. Куртуа и в Академии Ф. Коларосси. Попав фактически за бедность в 1918 году на месяц в тюрьму, он прямо оттуда был призван во Французскую армию. Этим опустошающим чередованием богатства и бедности один из биографов Бова объяснял его будущую нервозность.
В 1921 году Бобовников женился на школьной учительнице Сюзанне Валуа и поселился с ней в пригороде Вены, где впервые начал писать прозу. В 1922 году Бобовников один вернулся в Париж, а в следующем году к нему присоединилась жена. В 1923 году Бобовников стал печататься сначала под псевдонимом Жан Валуа (Jean Vallois) — по фамилии жены, затем под псевдонимом Эммануэль Бов (Emmanuel Bove), ставшим для писателя постоянным. В этом браке у Бова родилось двое детей, с которыми он почти не общался после развода.
Колетт, прочитавшая первый напечатанный в 1923 году рассказ Бова, заказала ему роман для серии, выходившей под её руководством в издательстве «Ференчи». Этим романом стал Mes amis («Мои друзья») — первый роман Эммануэля Бова, опубликованный в 1924 году и получивший высокую оценку во французских писательских кругах. Колетт ввела Бова во французскую литературную среду, где он познакомился с Чарльзом Анри Фордом, Андре Бретоном и со всеми сюрреалистами и дадаистами. Бов, принятый в этой в целом жизнерадостной среде, по-человечески оставался ей чужд. Колетт как-то сказала Филиппу Супо: «Ваш друг Бов — уведите его; он слишком молчалив для меня».
Один из последующих романов Эммануэля Бова La Coalition («Коалиция»), опубликованный в 1927 году, был выдвинут на Гонкуровскую премию.
В 1928 году Бов познакомился с дочерью французского финансиста еврейского происхождения Луизой Оттенсозер (Louise Ottensooser), которая, после развода Бова в 1930 году с Сусанной Валуа, стала его женой. Это знакомство и женитьба ввели Бова в художественные круги Парижа, и он начал — параллельно писательской — карьеру художника.
Как художник Эммануэль Бов специализировался на натюрмортах, пейзажах и жанровых сценах. В 1928 году он получил Prix Figuière (50 тысяч франков) по живописи. Участвовал в выставках Королевской академии художеств в Лондоне. В 1928—1932 годах выставлялся в Салоне французских художников в Париже.

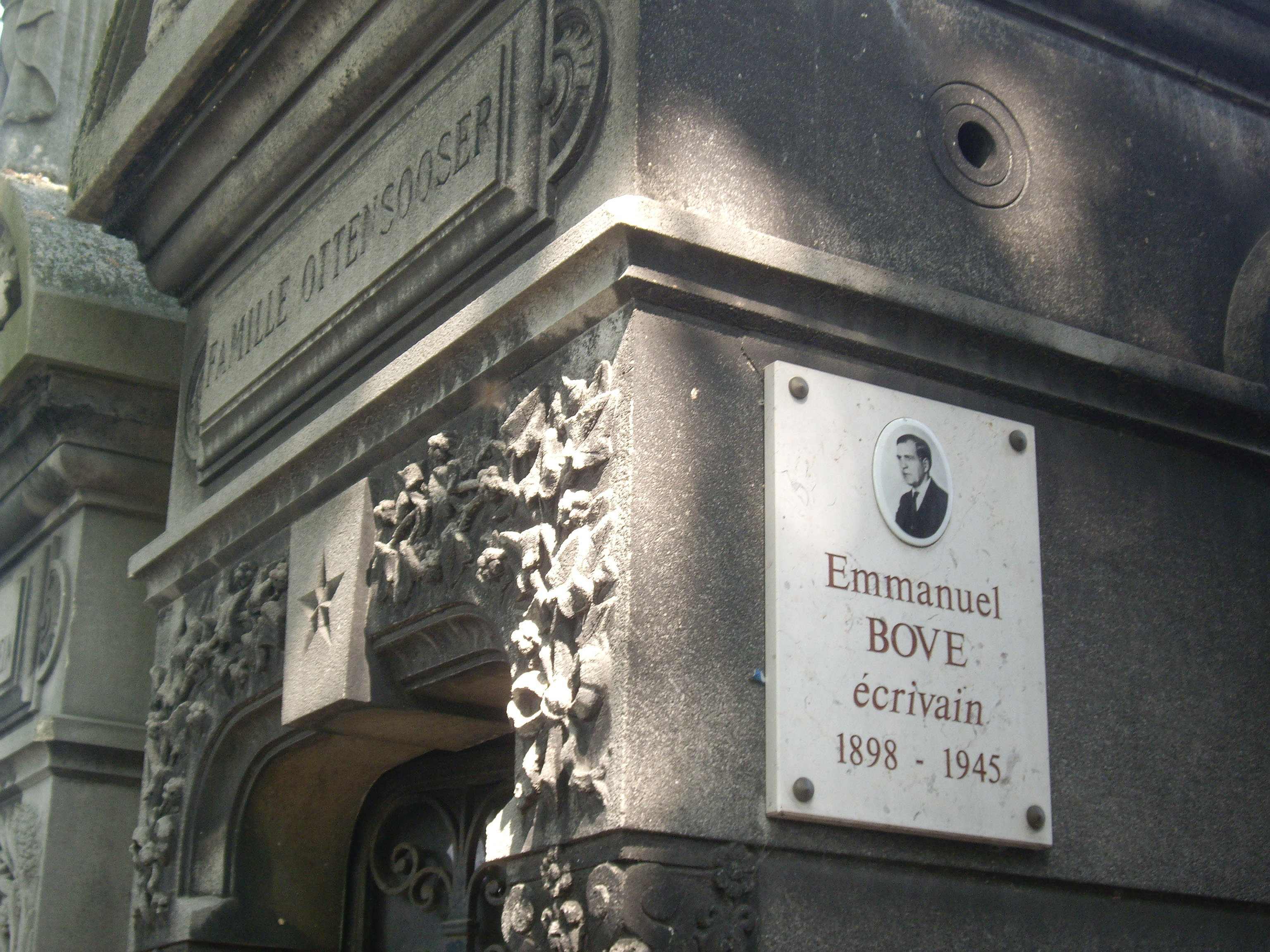
Могила Эммануэля Бова на Монпарнасском кладбище

Во время Второй мировой войны в 1940 году Бов был мобилизован в качестве рабочего на военный завод в Шер, откуда вместе с женой бежал в Лион, а затем, после оккупации в 1942 году юга Франции, в Алжир. В Алжире он написал три последних романа: Le Piège («Ловушка»), Départ dans la nuit («Ночной выезд») и Non-lieu («Увольнение»). В это время Бов поддерживал связи с Андре Жидом, Антуаном де Сент-Экзюпери, Альбером Марке, Филиппом Супо и др.
По свидетельству Эммануэля Робле, Бов никогда не говорил о причинах своего бегства в Алжир, но все знали, что он это сделал из-за жены Луизы Оттенсозер — еврейки и коммунистки, которая была бы уничтожена немцами.
Эммануэль Бов умер 13 июля 1945 года во Франции от кахексии и сердечной недостаточности вскоре после возвращения из Алжира. Похоронен в «еврейском» секторе Монпарнасского кладбища в фамильном склепе своей второй жены.
Архив Бова, оставленный после его бегства в начале Второй мировой войны в доме в Кап-Ферри, был сожжён или разграблен местными фашистами. У вдовы Бова после его смерти осталось только небольшое количество писем, семнадцать страниц дневника Бова и двадцать фрагментов неизданных произведений, правок и рукописей.

## Посмертный образ Эммануэля Бова
Французы, быть может, никогда не перестанут читать Пруста, Стендаля или Флобера, но людям, способным в короткое время и с одинаковым энтузиазмом увлекаться Марксом, Фрейдом и Блаженным Августином и так же быстро их забывать, не угрожала опасность проникнуться долгой привязанностью к Эмманюэлю Бову.  Для большей части из них удовольствие, которое они находили в Бове, было радостью открытия. Его романы имели определенную тенденцию размываться, по крайней мере, при воспоминании, и, к тому же, одержимых Бовом сегодня, может быть, более интересует человек, нежели его книги, поскольку примечательна сама верность Бова своему странному литературному жанру. <...> Его проблема была не столько в выборе тональности, сколько жанре выбранной тональности. Его книги — изящные репродукции, но то, что они воспроизводят, это всё то же состояние восприятия жителя городской окраины. Его персонажи невинны, как невинны коровы. У них нет «индивидуальности».  Они не злы, но пошлы и привязаны к своему горю, словно бы эта привязанность была формой борьбы. Они болезненны в своей эксцентричности, суетливы в деликатности. Они полны сетований, как и сам Бов.
После смерти Эммануэль Бов был почти полностью забыт, пока в 1970-е годы на новой волне интереса романы Бова не начали снова печататься во Франции и переводиться на другие языки. Издатель Ив Ривьер, первым в начале 1970-х годов напечатавший три рассказа Эммануэля Бова, считал, что писатель умер в неудачный момент, сразу после войны, когда все остальные французские писатели занимались своей репутацией. Друг Бова Эммануэль Робле в 1980-е годы говорил, что тот претерпел «обман судьбы». Филипп Супо, хорошо знавший Бова, тогда же говорил, что Бов «был слишком скрытен, чтобы его помнили».
Почитатели Эммануэля Бова, появившиеся у писателя после второго «открытия» в 1970-х годах, видели в нём романиста-антигероя, одного из героев его же романов — в среде нищих, отщепенцев и спекулянтов, «отца» Сэмюэля Беккета и Жана Жене. Беккет, всего на восемь лет младше Бова, читал и восхищался им, но никогда не был его другом. В реальности друзьями Бова были люди совершенно другого, чем Бов, склада — страстные и эмоциональные: Эммануэль Робле, Филипп Супо, Жан Кассу, Марсель Эме. Сам же считавший себя несчастным Эммануэль Бов, по выражению его позднего иллюстратора Ролана Топора, обладал «бледным характером» — без политических предпочтений и особых пристрастий.

### Прижизненные публикации Эммануэля Бова
- Mes amis, roman, collection «Colette», Ferenczi & fils, 1924.
- Visite d’un soir, «les Cahiers du mois», n°13, postface de Maurice Betz, Émile-Paul frères, 1925.
- Le Crime d’une nuit, nouvelle, «les oeuvres libres», no 57, Fayard, 1926.
- Mes amis, roman, gravures de Dignimont, Émile-Paul frères, 1927.
- Armand, roman, Émile-Paul frères, 1927.
- Bécon-les-Bruyères, nouvelle, frontispice de Maurice Utrillo, «Portrait de la France», no 14, Émile-Paul frères, 1927.
- Le Crime d’une nuit, nouvelle, Émile-Paul frères, 1927.
- Un soir chez Blutel, roman, «les Carnets littéraires», no 4, avec un portrait de l’auteur par Dignimont, Lucien Kra, 1927.
- Un père et sa fille, nouvelle, avec 8 lithographies hors texte par René Ben. Sussan, Au Sans Pareil, 1928.
- Un père et sa fille, «les oeuvres libres», no 81, Fayard, 1928.
- La Coalition, roman, Émile-Paul frères, 1928.
- La Coalition, roman, tirage spécial à 20 exemplaires, Émile-Paul frères,1928.
- La Coalition, nouvelle, «les Introuvables», no 8, Émile-Paul frères, 1928 (à ne pas confondre avec le roman portant le même titre)
- La Mort de Dinah, roman, «le Coffret des plaisirs variés», éditions des Portiques, 1928.
- Coeurs et Visages, roman, éditions de France, 1928.
- Henri Duchemin et ses ombres, Émile-Paul frères, 1928 (comprend : «le Crime d’une nuit», «Un autre ami», «Visite d’un soir», «Ce que j’ai vu», «l’Histoire d’un fou», «le Retour de l’enfant», «Est-ce un mensonge ?»).
- L’Amour de Pierre Neuhart, roman, Émile-Paul frères, 1928.
- L’Amour de Pierre Neuhart, roman, la Revue européenne, no 11, 1928.
- Une Fugue, nouvelle, en frontispice, une lithographie d’Alexandre Alexeïeff, «le Livre neuf», no 2, éditions de la Belle Page, 1929.
- Petits Contes, «les Losanges», no 5, Les Cahiers libres, avec un portrait de Bove par Ben Sussan, 1929 (comprend : «l’Enfant surpris», «Une journée à Chantilly», «Conversation», «le Trac», «les Pâques de Konazi»).
- Monsieur Thorpe, nouvelle, la Revue européenne, no 5 et no 6, 1929.
- Monsieur Thorpe, nouvelle, Lemarget, 1930.
- Une illusion, nouvelle, la Revue européenne no 12, 1929 / no 1, 1930.
- Un malentendu, nouvelle, Fayard, «oeuvres libres», no 108, 1930.
- Journal écrit en hiver, roman, Émile-Paul frères, 1931.
- Mes amis, «le Livre de demain», no 113, avec 49 bois originaux de Paul Baudier, Arthème Fayard & Cie. 1932.
- Un Raskolnikoff, nouvelle, «la Grande Fable», no 5, Plon, 1932.
- Un célibataire, roman, Calmann-Lévy, 1932.
- Deux Jeunes Filles, recueil de 2 textes (comprend : Monsieur Thorpe et la Mort de Dinah), Émile-Paul frères, 1932.
- Armand, roman, «Les livres choisis», Maison du livre français, 1932.
- Un suicide, roman, Fayard, «oeuvres libres», no 141, 1933 (autre titre de la Dernière Nuit, introduisant le recueil de nouvelles du même nom. Texte très sensiblement identique).
- La Toque de Breitschwanz, roman policier (sous le pseudonyme de Pierre Dugast), Émile-Paul frères, 1933.
- Le Meurtre de Suzy Pommier, roman policier, Émile-Paul frères, 1933.
- Le Beau-Fils, roman, Grasset, 1934.
- Histoire d’un suicide (la Coalition), roman, «le Livre d’aujourd’hui», Éditions de France, 1934.
- Le Pressentiment, roman, Gallimard, 1935, et «les oeuvres libres», no 172, Fayard, 1935.
- L’Impossible Amour, roman, paru en feuilleton dans le quotidien Paris-Soir, 1935.
- Adieu Fombonne, roman, Gallimard, 1937.
- La Dernière Nuit (comprend : la Dernière Nuit, roman écrit en 1927, et les nouvelles intitulées : «une illusion», «Rencontre», «le Retour», «la Garantie», «le Secret», «Elle est morte»), Gallimard, 1939.
- Le Piège, roman, Pierre Trémois, 1945.
- Une Offense, nouvelle, Robert Laffont, «Livre des Lettres», no 5, 1945.
- Départ dans la nuit, roman, «Bibliothèque de Noël», Edmond Charlot, 1945.
- Non-Lieu, roman, Robert Laffont, 1946 (édition posthume).

### Русские переводы
- Эммануэль Бов. Мои друзья: Роман / Пер. с французского Ауроры Гальего и Сергея Юрьенена. — М., 1998.
- Эммануэль Бов. Мои друзья: Роман // Новый берег. — № 9 (2005) — № 34 (2011).
- Эммануэль Бов. Ловушка / Пер. с французского // Север. — 2005. — № 5–6. — С. 134—176.

### Об Эммануэле Бове
- Крэмер Джейн. [Об Эммануэле Бове / Пер. с английского] // Нью-Йоркер. — 20 мая 1985 года.
- Laux Thomas. Kompensation und Theatralik. Eine Studie zu Emmanuel Boves frühen Romanen 1924—1928. — Frankfurt: Peter Lang, 1989. — (Europäische Hochschulschriften, R. 13: Französische Sprache und Literatur; Bd. 137). — ISBN 3-631-41736-5.
- Cousse Raymond, Bitton Jean-Luc. La vie comme une ombre. — Le Castor Astral, 1994.
- Cousse Raymond, Bitton Jean-Luc. Emmanuel Bove. (Eine) Biographie / Übers. Thomas Laux. — Wien: Deuticke, 1995. — ISBN 3-216-30119-2.
- Cousse Raymond, Bitton Jean-Luc. Emmanuel Bove. (Eine) Biographie / Übers. Thomas Laux. — Wien: Suhrkamp Verlag, 1998. — ISBN 3-518-39324-3.
- Ouellet François. D'un dieu l'autre. L'altérité subjective d'Emmanuel Bove. — Nota bene, 1998.
- Ouellet François. Emmanuel Bove. Contexte, références et écriture. — Nota bene, 2005.
- Coenen-Mennemeier Brigitta. Emmanuel Bove. Comédie humaine des Scheiterns. — Frankfurt: Peter Lang, 2006. — ISBN 3-631-55163-0.
- Бобовников Эммануэль (Эмилий) Эммануилович // Российское зарубежье во Франции. 1919—2000: Биографический словарь: В 3 т  / Под общ. ред. Л. Мнухина, М. Авриль, В. Лосской. — М.: Наука, Дом-музей Марины Цветаевой, 2008. — Т. 1: А—К. — С. 174.